# Ballastkai-Speicher

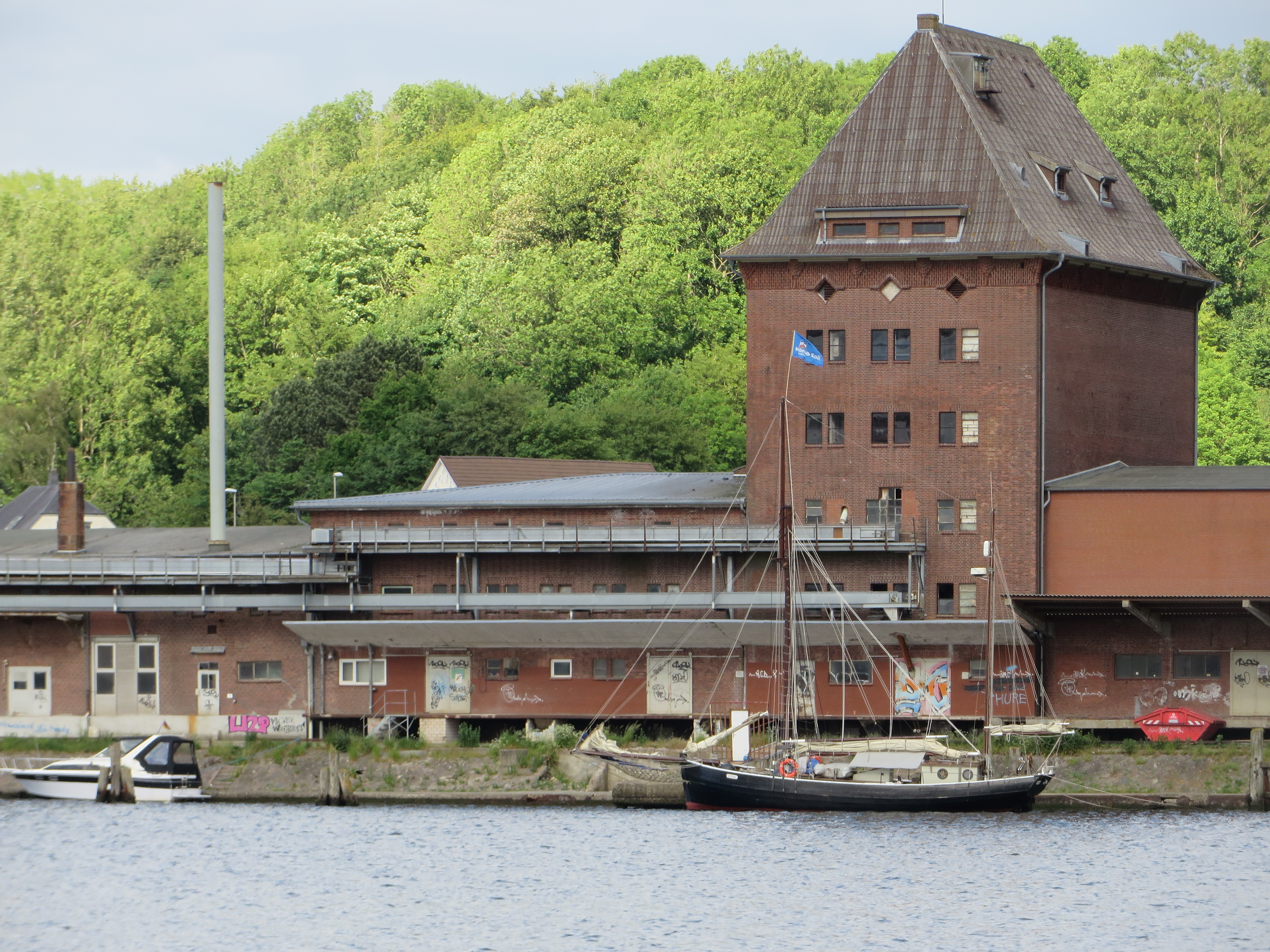
Ballastkai-Speicher von 1936

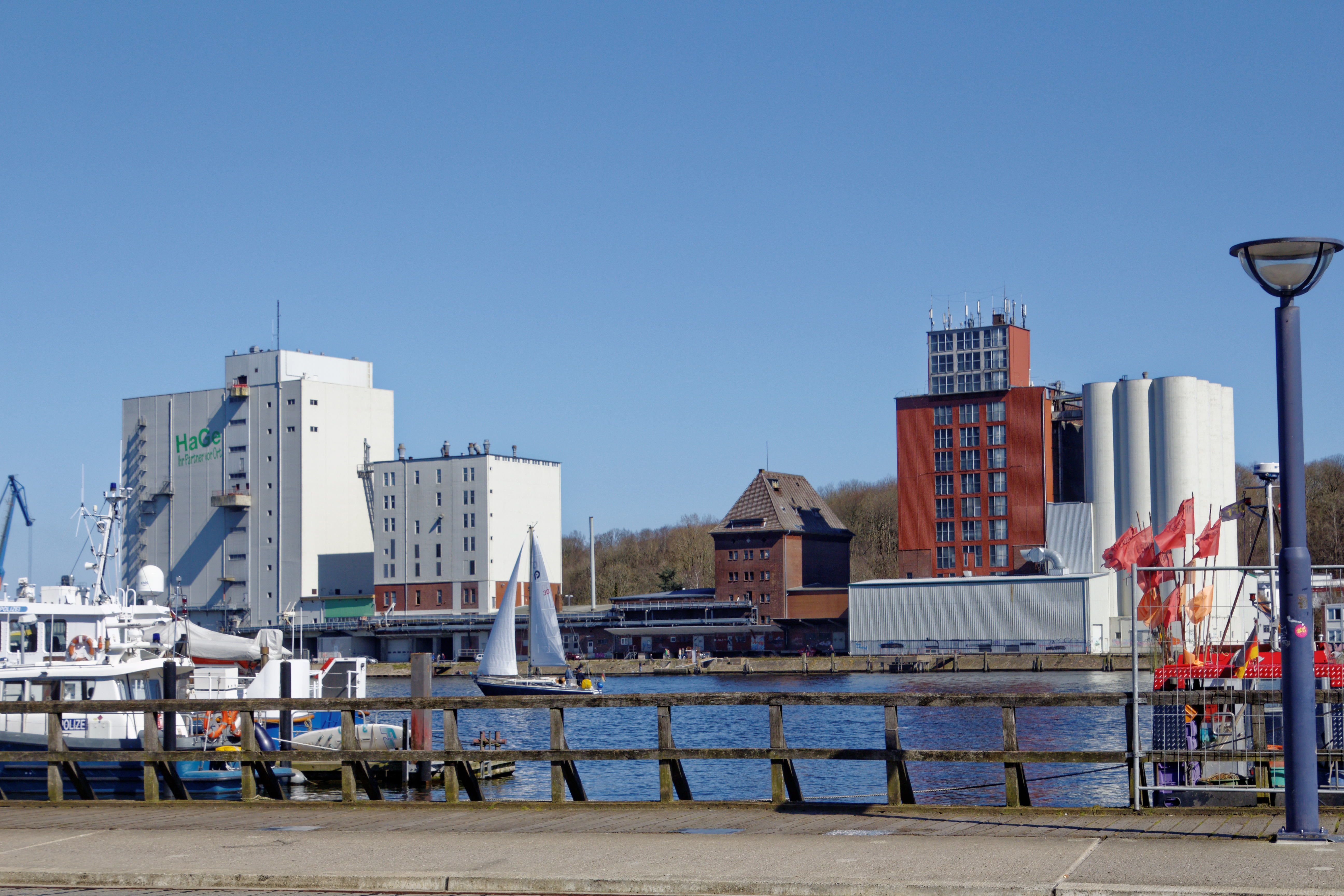
Der alte, backsteinerne Ballastkai-Speicher mit den modernen Anbauten auf beiden Seiten

Der Ballastkai-Speicher in Flensburg-Fruerlund liegt unmittelbar an der Wasserkante des Flensburger Hafens. Die Altbaubestandteile des Silokomplexes gehören zu den Kulturdenkmalen der Stadt.

## Hintergrund
In den 1870er Jahren begann die Industrialisierung des Ostufers der Stadt mit der Erweiterung und Befestigung des Ufers, der Verlegung eines Gleises für die Flensburger Hafenbahn sowie der Straße Hafendamm. 1936 wurde am Hafen-Ostufer ein dreißig Meter hoher, fünfgeschossiger Getreidespeicher nach Plänen des Oberingenieurs Max Schulz aus Berlin, errichtet. Gestaltet wurde dieser Altbau offensichtlich, wie schon zuvor der nördlich gelegenen Stadtspeicher, im Heimatschutzstil. Der Eisenbetonbau erhielt daher eine rote Klinkerverblendung. Unterhalb des Walmdaches wurde ein spätexpressionistisches Hauptgesims angebracht. Das Gesimsfries wurde aus dem Deutschen Band entwickelt. Auf der Nordseite entstand damals zeitgleich wohl der ebenfalls heute noch erhaltene dreigeschossige Anbau. Dem Speichergebäude wurde noch in der Zeit seiner Errichtung die Adresse Ballastkai 10 zugeordnet.
In der Zeit des Kalten Krieges wurden dem ursprünglichen Ballastkai-Speicher (mit lediglich 24 Silozellen) auf der Süd- und Nordseite zusätzliche große Beton-Speicher hinzugefügt. Der achtstöckige, mittelgroße Silo auf der Nordseite und der fünfzig Meter hohe Südsilobau entstanden um 1973/74. Der größte der Speicher, der Nordspeicher, wurde offenbar erst Ende der 1970er Jahre errichtet. Der schrittweise entstandene Silokomplex dominierte schließlich als ein massives und hohes Industriebauwerk die östliche Stadthafensilouette. Das genaue Alter des südlich gelegenen Bürogebäudes Ballastkai 10a ist ungeklärt. Es entstand augenscheinlich in den 1960/1970er Jahren.
Seit den 1990er Jahren wurden große Teile der Hafenanlagen offensichtlich nicht mehr gepflegt. Die Stadt begann mit Planungen das Ostufer neu gestalten zu wollen. In der direkten, südlichen Nachbarschaft (Ballastkai 5–9) entstand 2000–2002 der Gebäudekomplex Werftkontor, für Wohn- und Geschäftszwecke. Zurzeit wird der Silokomplex noch von der HaGe gepachtet, die seit 2005 eine Tochter der DLG ist. Dennoch ist eine Umnutzung und ein Teilabriss von Seiten des Flensburger Rathauses angedacht. Die denkmalgeschützten Gebäudeteile des Ballastkai-Speichers soll jedoch erhalten bleiben.